# María de Molina
María Alfonso de Meneses (c. 1264-Valladolid, 1 de julio de 1321), conocida como María de Molina, señora de Molina, hija del infante Alfonso de Molina y de su tercera esposa, Mayor Alfonso de Meneses, fue reina consorte de Castilla entre los años 1284 y 1295 por su matrimonio con Sancho IV de Castilla.

## Reina consorte de Castilla (1284-1295)
Contrajo matrimonio en junio de 1282 en la Catedral de Toledo con su sobrino segundo el infante Sancho, que posteriormente reinaría en Castilla con el nombre de Sancho IV de Castilla. Los comienzos del matrimonio con el infante Sancho fueron conflictivos, pues el matrimonio no contaba con la imprescindible dispensa pontificia, debido a un doble motivo, ya que por un lado existían lazos de consanguinidad en tercer grado entre los contrayentes, y además existían unos esponsales previos contraídos por el infante Sancho, aunque nunca fueron consumados, con Guillerma de Montcada. El matrimonio fue considerado nulo al principio y, por tanto, todos los hijos nacidos fueron considerados ilegítimos. Por todo ello, se sostuvo que habían cometido incestas nuptias, excessus enormitas y publica infamia y fueron excomulgados por el Papa. En 1283 nació su hija primogénita en Toro, la infanta Isabel de Castilla.
El matrimonio no fue del agrado de Alfonso X, que ya estaba enemistado con su hijo desde la muerte en 1275 de su hijo y heredero, el infante Fernando de la Cerda, y la consiguiente pretensión del infante Sancho de proclamarse heredero del trono, soslayando con ello los derechos de los infantes de la Cerda, hijos del difunto infante y herederos del trono. Además de la rebelión del infante Sancho contra su padre el rey, la ejecución del infante Fadrique de Castilla en 1277, que había sido ordenada por su propio hermano, Alfonso X, había motivado que parte de la alta nobleza y de los ricoshombres del reino se decantasen a favor del infante Sancho en la lucha que este último mantenía contra su padre.
En abril de 1284 el infante Sancho y su esposa recibieron en Ávila la noticia de que había fallecido en la ciudad de Sevilla Alfonso X, y la de que en su testamento, el difunto rey desheredaba a su hijo Sancho en favor de su nieto, Alfonso de la Cerda. Al día siguiente Sancho IV y María de Molina, terminados los funerales en memoria de Alfonso X, cambiaron los ropajes de duelo por brillantes paños de oro reales, y Sancho IV fue proclamado soberano de Castilla, haciendo reconocer como reina a María de Molina, y a su hija, la infanta Isabel de Castilla, como heredera del trono. Posteriormente se dirigieron a la ciudad de Toledo donde tendría lugar la coronación en su Catedral. A primeros de mayo entraron en la ciudad y fueron coronados monarcas de los reinos de Castilla, de Toledo, de León, de Galicia, de Sevilla, de Córdoba, de Murcia, de Jaén y del Algarve.
En la ciudad de Sevilla permanecían la mayor parte de los leales a Alfonso X, entre ellos el infante Juan de Castilla el de Tarifa, hermano de Sancho IV, a quien Alfonso X había legado en su testamento los reinos de Badajoz y Sevilla, de los que no llegó a tomar posesión. Sancho IV se mostraba inquieto ante el apoyo que Juan Núñez I de Lara, magnate del reino, prestaba a Alfonso de la Cerda, por lo que se propuso capturarlo, aunque la dificultad estribaba en que el señor de la Casa de Lara se hallaba respaldado por el rey de Francia, que apoyaba a sus sobrinos, los infantes de la Cerda.

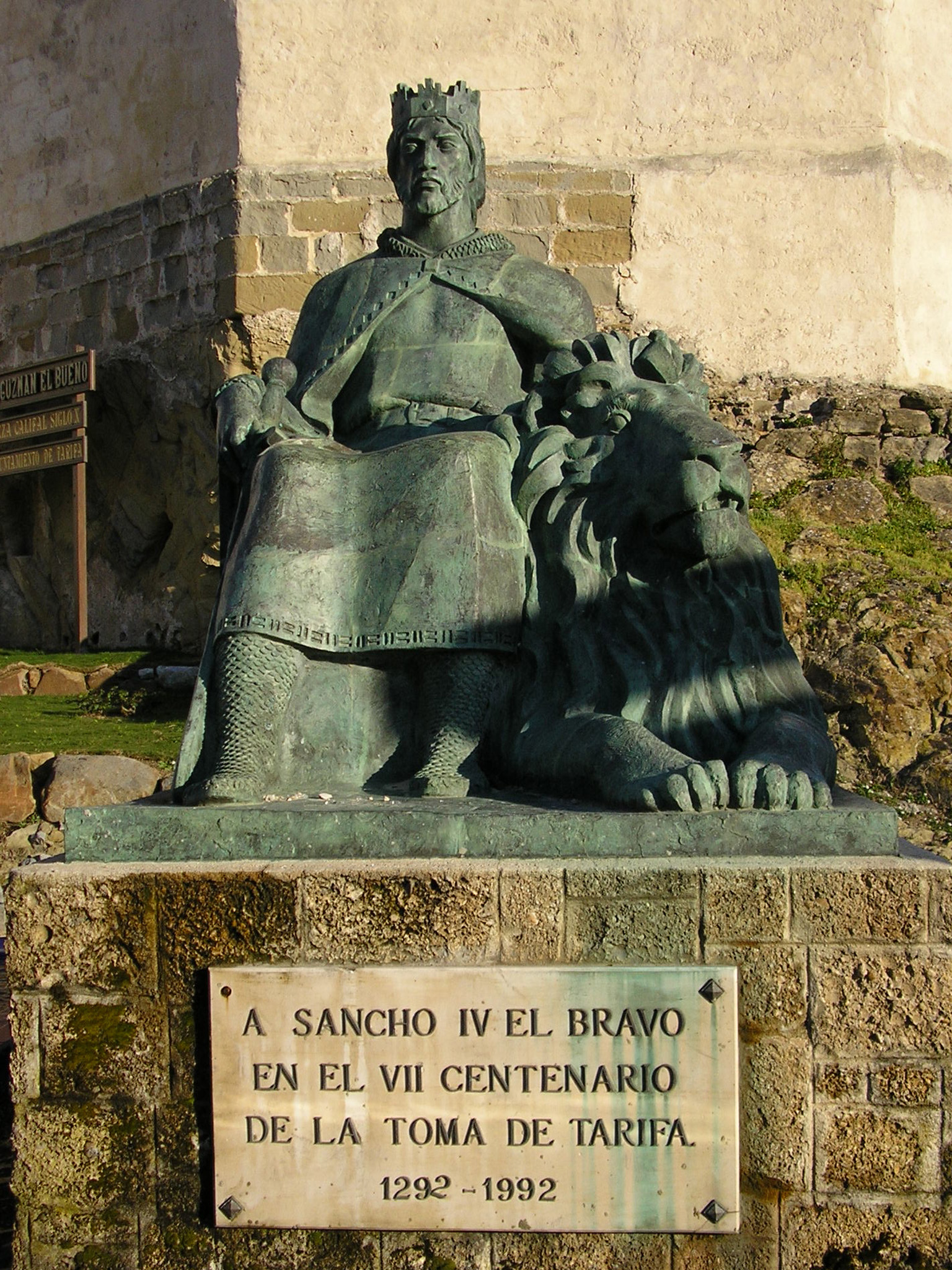
Estatua que representa a Sancho IV de Castilla, rey de Castilla. Tarifa.

Por su parte, la reina deseaba conseguir la dispensa pontificia que legitimase su matrimonio y a sus futuros hijos, algo que el pontífice Nicolás IV no le concedió. En 1284 se inició una guerra entre Francia y Aragón pero Castilla no se involucró, ya que se encontraba inmersa en una guerra contra los musulmanes del sur de la península. En 1285 la situación cambió debido a que en el mismo año fallecieron Pedro III de Aragón, el papa Martín IV, y el rey Felipe III de Francia. A finales de este mismo año había nacido en Sevilla el infante Fernando, que llegaría a reinar en Castilla y León con el nombre de Fernando IV de Castilla.
Aprovechando la subida al trono de Francia de Felipe IV, Sancho IV envió a la corte francesa a Gómez García, su privado, para solicitar al nuevo monarca francés que intercediese por él ante el nuevo Papa, a fin de conseguir la dispensa que legitimase su matrimonio con la reina María de Molina. Sin embargo, el propósito de Felipe IV era que el rey repudiase a María de Molina y que se casase con una hermana suya. Al tener conocimiento de ello, Sancho IV reemplazó a su privado por Lope Díaz III de Haro, señor de Vizcaya. Las relaciones entre la reina y el nuevo privado del rey no fueron cordiales desde el principio, y la reina estuvo presente en la villa de Alfaro cuando Sancho IV dio muerte al privado en 1288. Al mismo tiempo, la reina le salvó la vida al infante Juan de Castilla el de Tarifa, hermano de Sancho IV, quien había intentado proteger a Lope Díaz III de Haro:

Desque la Reina, que estava en su camara supo el hecho en como havia passado, pugno quanto pudo en guardar al Infante D. Juan que no tomasse muerte, i si non fuera por esto, luego lo matara el Rei de buena miente, i prissiole el Rei esa noche, i metiole en unos hierros.

El infante Juan fue apresado y encerrado en el castillo de Burgos. Ese mismo año la reina dio a luz al infante Enrique de Castilla, que falleció en la infancia. Al año siguiente nació el infante Pedro de Castilla, su quinto hijo. En 1291, mediante la firma del tratado de Monteagudo, Jaime II de Aragón, se comprometió a desposarse con la infanta Isabel, hija de la reina, cuando tuviese la edad requerida para ello. Al año siguiente, en 1292, Sancho IV conquistó la plaza de Tarifa, después de un prolongado asedio, y la reina dio a luz al infante Felipe de Castilla. En 1293 María de Molina heredó, debido a la defunción de su hermanastra, Blanca Alfonso de Molina, el señorío de Molina, cuya posesión le fue confirmada por Sancho IV, que le cedió el señorío por juro de heredad mientras durase su vida. Ese mismo año nació su séptima hija, la infanta Beatriz de Castilla.

## Minoría de edad de Fernando IV (1295-1301)
El día 25 de abril de 1295 falleció el rey Sancho IV, dejando como heredero al infante Fernando. Sepultado el rey en la Catedral de Toledo, María de Molina se retiró al primitivo Alcázar de Toledo para guardar un luto de nueve días. La reina fue la encargada de ejercer la tutoría durante la minoría de edad de su hijo que solo contaba con nueve años de edad. Debido a la ilegitimidad de su hijo Fernando, causada por el matrimonio ilegítimo de sus padres, la reina tuvo que sortear numerosas dificultades para conseguir que su hijo permaneciera en el trono.
A las luchas incesantes con la nobleza castellana, capitaneada por los infantes Juan de Castilla el de Tarifa, que reclamaba el trono de su hermano Sancho IV, y por el infante Enrique de Castilla el Senador, hijo de Fernando III de Castilla y tío de Fernando IV, que reclamaba la tutoría del rey, se sumaba el pleito con los infantes de la Cerda, apoyados por Francia y Aragón y por su abuela la reina Violante de Aragón, viuda de Alfonso X. A ello se sumaron los problemas con Aragón, Portugal y Francia, que intentaron aprovechar la situación de inestabilidad que atravesaba el reino de Castilla en su propio beneficio. Al mismo tiempo, Diego López V de Haro, señor de Vizcaya, Nuño González de Lara, y Juan Núñez de Lara, entre otros muchos, sembraban la confusión y la anarquía en el reino.
En las Cortes de Valladolid de 1295 el infante Enrique de Castilla el Senador fue nombrado tutor del rey, pero la reina consiguió mediante el apoyo de las ciudades con voto en Cortes que la custodia de su hijo le fuera confiada a ella. Mientras se celebraban las Cortes de Valladolid de 1295, el infante Juan de Castilla el de Tarifa dejó la ciudad de Granada e intentó ocupar la ciudad de Badajoz, pero, al fracasar en su intento, se apoderó de Coria y del castillo de Alcántara. Pasó después al reino de Portugal, donde presionó al rey Dionisio I de Portugal para que declarase la guerra al reino de Castilla y León, y al mismo tiempo, para que le apoyase en sus pretensiones de acceder al trono castellano-leonés.

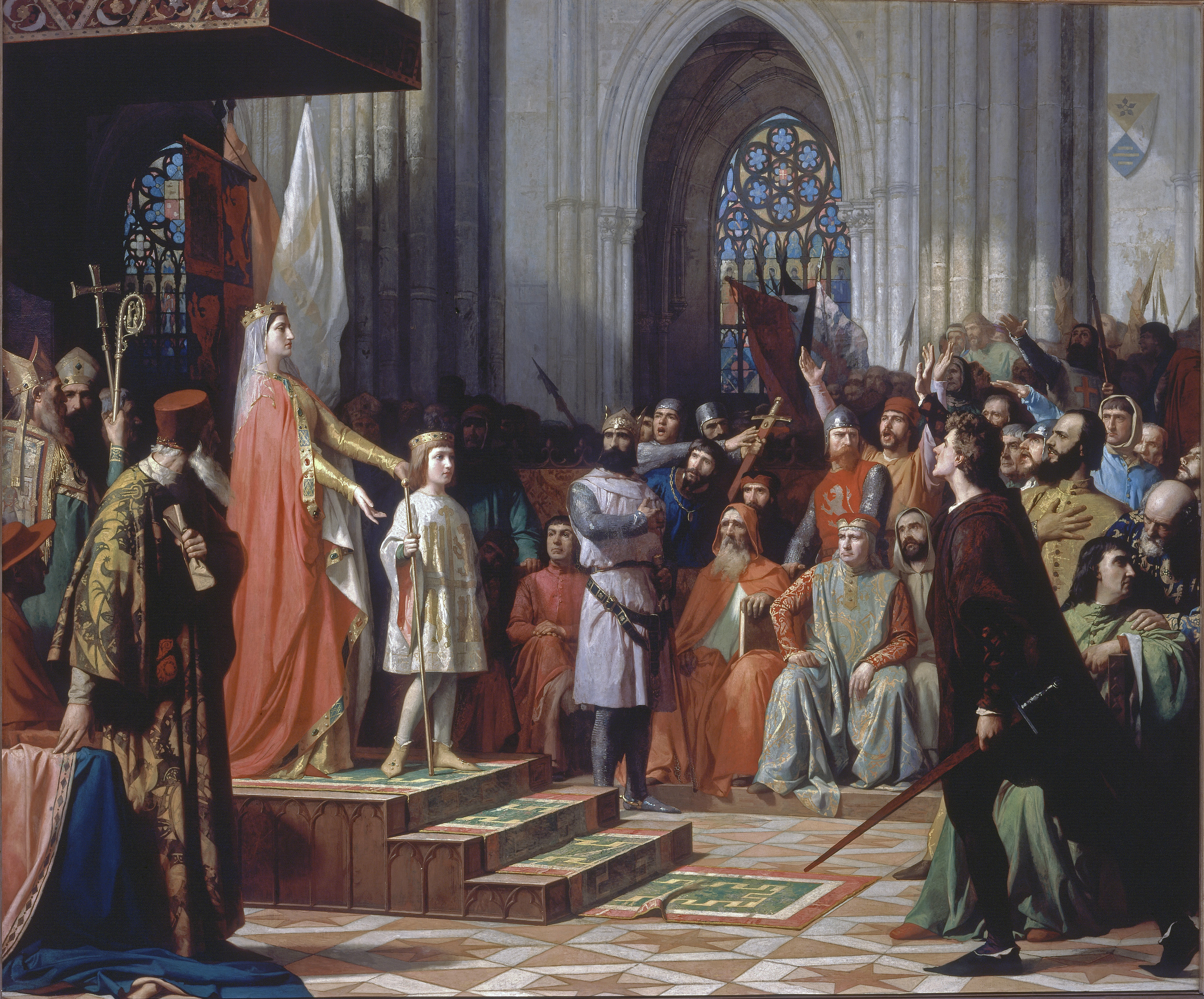
María de Molina presenta a su hijo Fernando IV en las Cortes de Valladolid de 1295. Óleo sobre lienzo de Antonio Gisbert Pérez. 1863. Congreso de los Diputados.

En el verano de 1295, terminadas las Cortes de Valladolid de ese año, la reina María de Molina y el infante Enrique se entrevistaron en Ciudad Rodrigo con el rey Dionisio I de Portugal, al que la reina entregó varias plazas situadas junto a la frontera portuguesa. En la entrevista de Ciudad Rodrigo se acordó que Fernando IV contraería matrimonio con la infanta Constanza de Portugal, hija del rey de Portugal, y que la infanta Beatriz de Castilla, hermana de Fernando IV, se casaría con el infante Alfonso, heredero del trono portugués. Al mismo tiempo, a Diego López V de Haro se le confirmó la posesión del señorío de Vizcaya, y al infante Juan, que aceptó momentáneamente como soberano a Fernando IV en privado, se le restituyeron sus propiedades. Poco después, Jaime II de Aragón devolvió a la infanta Isabel de Castilla a la corte castellana, sin haberse desposado con ella, y declaró la guerra al reino de Castilla y León.
A principios de 1296, el infante Juan de Castilla el de Tarifa, quien se había rebelado contra Fernando IV, tomó Astudillo, Paredes de Nava y Dueñas, al tiempo que su hijo Alfonso de Valencia se apoderaba de Mansilla. En abril de 1296 Alfonso de la Cerda invadió el reino de Castilla y León acompañado por tropas aragonesas, y se dirigió a la ciudad de León, donde el infante Juan fue proclamado rey de León, de Sevilla y de Galicia. Acto seguido, el infante Juan acompañó a Sahagún a Alfonso de la Cerda, donde fue proclamado rey de Castilla, Toledo, Córdoba, Murcia y Jaén. Poco después de ser coronados Alfonso de la Cerda y el infante Juan, ambos cercaron el municipio vallisoletano de Mayorga, partiendo al mismo tiempo el infante Enrique al reino nazarí de Granada para concertar la paz entre el monarca granadino y Fernando IV, pues los granadinos atacaban en esos momentos en toda Andalucía las tierras del rey, que eran defendidas, entre otros, por Alonso Pérez de Guzmán. El día 25 de agosto de 1296, falleció el infante Pedro de Aragón, víctima de la peste, mientras se encontraba al mando del ejército aragonés que sitiaba la ciudad de Mayorga, perdiendo con ello el infante Juan a uno de sus valedores. Debido a la mortalidad que se extendió entre los sitiadores de Mayorga, sus comandantes se vieron obligados a levantar el cerco. Mientras el infante Juan de Castilla el de Tarifa y Juan Núñez de Lara aguardaban la llegada del rey de Portugal con sus tropas para unirse a ellos en el sitio al que proyectaban someter la ciudad de Valladolid donde se encontraban la reina María de Molina y Fernando IV, el rey aragonés atacó Murcia y Soria, y el rey Dionisio de Portugal atacó a lo largo de la línea del río Duero, al tiempo que Diego López V de Haro sembraba el desorden en su señorío de Vizcaya.
Ante esta situación, la reina María de Molina amenazó al rey de Portugal con romper los acuerdos del año anterior si persistían sus ataques a Castilla y su apoyo al infante Juan y a Alfonso de la Cerda. El soberano de Portugal, ante las amenazas de María de Molina, e informado de que Juan Núñez de Lara se negaba a sitiar Valladolid, así como de que numerosos magnates, nobles y prelados desertaban del bando del infante Juan, retornó junto con sus tropas a Portugal, habiéndose apoderado previamente de los municipios de Castelo Rodrigo, Alfaiates y Sabugal, territorios pertenecientes a Sancho de Castilla "el de la Paz", nieto de Alfonso X. Poco después de la retirada del rey de Portugal, el infante Juan se retiró a León y Alfonso de la Cerda regresó al reino de Aragón. En octubre de 1296, las tropas de María de Molina, enferma de gravedad en esos momentos, cercaron Paredes de Nava, donde se hallaba María Díaz de Haro, esposa del infante Juan de Castilla el de Tarifa, acompañada por su madre y por su hijo Lope.
Cuando el infante Enrique de Castilla el Senador, que se hallaba conferenciando con el rey de Granada, tuvo conocimiento de que los aragoneses y los portugueses habían abandonado el reino de Castilla y León, y de que la reina se encontraba sitiando Paredes de Nava, decidió regresar a Castilla, temiendo que le privasen del cargo de tutor del rey Fernando. Sin embargo, presionado por Alonso Pérez de Guzmán y por otros caballeros, antes de emprender el regreso, atacó a los granadinos, que en esos momentos habían vuelto a atacar a los castellanos. A cuatro leguas de Arjona, se entabló una batalla con los granadinos, en la que hubiera perdido la vida el infante Enrique de no haberle salvado Alonso Pérez de Guzmán, pues la derrota castellano-leonesa fue completa, siendo saqueado el campamento cristiano. A su regreso a Castilla, el infante Enrique persuadió a algunos caballeros y consiguió que se levantase el asedio a que se hallaba sometida Paredes de Nava, a pesar de la oposición de la reina, que regresó a Valladolid en enero de 1297 sin haber tomado la plaza.
Durante las Cortes de Cuéllar de 1297, convocadas por la reina María de Molina, el infante Enrique presionó para que la plaza de Tarifa fuera devuelta al rey de Granada, no pudiendo conseguir su objetivo por la oposición de María de Molina. En dichas Cortes el infante Enrique consiguió que a su sobrino don Juan Manuel se le entregase el castillo de Alarcón como compensación por haberle arrebatado los aragoneses la villa de Elche, a pesar de la oposición de la reina, que no deseaba sentar ese tipo de precedentes entre los nobles y magnates castellano-leoneses. Poco antes de la firma del Tratado de Alcañices, Juan Núñez de Lara, que apoyaba a Alfonso de la Cerda y al infante Juan, fue sitiado en Ampudia, aunque consiguió escapar del cerco.

### El Tratado de Alcañices (1297)
En 1296, la reina María de Molina había amenazado al rey de Portugal con romper los acuerdos del año anterior si persistían sus ataques al territorio castellano, ante lo cual Dionisio I aceptó regresar junto a sus tropas a Portugal.
Mediante el tratado de Alcañices quedaron fijadas, entre otros puntos, las fronteras entre Castilla y León y Portugal, que recibió una serie de plazas fuertes y villas a cambio de romper sus acuerdos con Jaime II de Aragón, con Alfonso de la Cerda, con el infante Juan de Castilla el de Tarifa, y con Juan Núñez II de Lara. Al mismo tiempo, en el tratado de Alcañices fue confirmado de nuevo el proyectado enlace entre Fernando IV de Castilla y la infanta Constanza de Portugal, hija del monarca lusitano, al tiempo que se acordaban los esponsales entre el infante Alfonso de Portugal, heredero del trono lusitano, y la infanta Beatriz, hermana de Fernando IV. Por otra parte, el monarca portugués aportó un ejército de trescientos caballeros, puestos a las órdenes de Juan Alfonso de Alburquerque, para ayudar a la reina María de Molina en su lucha contra el infante Juan de Castilla el de Tarifa, que hasta ese momento había recibido el apoyo del rey de Portugal.
Además, se estipuló en el tratado que las villas y plazas de Campomayor, Olivenza, Ouguela y San Felices de los Gallegos serían entregadas a Dionisio I como compensación por la pérdida por parte de Portugal, durante el reinado de Alfonso III de Portugal, de una serie de plazas que le fueron arrebatadas por Alfonso X de Castilla. Al mismo tiempo, le fueron entregadas al rey portugués las plazas de Almeida, Castelo Bom, Castelo Melhor, Castelo Rodrigo, Monforte, Sabugal, Sastres y Vilar Maior. Los monarcas castellano y portugués renunciaron a plantearse mutuamente reclamaciones territoriales en el futuro, y los prelados de los dos reinos acordaron el día 13 de septiembre de 1297 apoyarse mutuamente y defenderse de las posibles pretensiones, por parte de otros estamentos, de restarles libertades o privilegios. El tratado fue ratificado no solo por los dos monarcas de ambos reinos, sino también por una representación abundante de los brazos nobiliario y eclesiástico de ambas naciones, así como por la Hermandad de los concejos de Castilla y por su equivalente del reino de León. A largo plazo las consecuencias de este tratado fueron duraderas, ya que la frontera entre ambos reinos apenas fue modificada en el curso de los siglos posteriores, convirtiéndose de ese modo en una de las fronteras más longevas del continente europeo.
Por otra parte, el tratado de Alcañices contribuyó a asegurar la posición en el trono de Fernando IV de Castilla, insegura a causa de las discordias internas y externas, y permitió que la reina María de Molina ampliase su libertad de movimientos al no existir ya disputas con el soberano portugués, que había pasado a apoyarla en su lucha contra el infante Juan de Castilla el de Tarifa, quien, en esos momentos, aún seguía controlando el territorio leonés.

### Última etapa de la minoría de edad de Fernando IV (1297-1301)
A finales de 1297, la reina envió a Alonso Pérez de Guzmán al reino de León para que combatiese al infante Juan, quien seguía controlando el territorio leonés. A comienzos de 1298, Alfonso de la Cerda y el infante Juan de Castilla "el de Tarifa", apoyados por Juan Núñez de Lara, comenzaron a acuñar moneda falsa, puesto que contenía menos metal del que correspondía, con el propósito de desestabilizar la economía del reino de Castilla y León. En 1298 la ciudad de Sigüenza cayó en poder de Juan Núñez de Lara, pero tuvo que evacuarla al poco tiempo a causa de la resistencia de los defensores y, poco después, caían en manos del magnate castellano Almazán, que se convirtió en la plaza fuerte de Alfonso de la Cerda, y Deza. Además, el rey Jaime II de Aragón devolvió a Juan Núñez de Lara el señorío de Albarracín.
En las Cortes de Valladolid de 1298, el infante Enrique volvió a aconsejar la venta de la ciudad de Tarifa a los musulmanes, oponiéndose a ello la reina María de Molina.
La reina María de Molina se entrevistó en 1298 con el rey de Portugal en Toro, y le solicitó que la ayudase en la lucha contra el infante Juan. Sin embargo, el soberano portugués se negó a atacar al infante y, de común acuerdo con el infante Enrique, ambos planeaban que Fernando IV llegase a un acuerdo de paz con el infante Juan, conservando este último el reino de Galicia, la ciudad de León, y todas las plazas que había conquistado mientras durase su vida. No obstante, todos esos territorios pasarían a su muerte a ser de Fernando IV de Castilla. No obstante, la reina María de Molina, que se oponía al proyecto de entregar dichos territorios al infante Juan, sobornó al infante Enrique, a quien entregó Écija, Roa y Medellín para que el proyecto no siguiera adelante, logrando al mismo tiempo que los representantes de los concejos rechazasen públicamente el proyecto del soberano portugués.
Después de la entrevista con el monarca lusitano en 1298, la reina envió a su hijo, el infante Felipe de Castilla, que contaba con siete años de edad, al reino de Galicia, con el propósito de reforzar la autoridad real en aquella zona, en la que Juan Alfonso de Albuquerque y Fernando Rodríguez de Castro, señor de Lemos y Sarria, sembraban el desorden.
Una vez finalizadas las Cortes de Valladolid de 1299, la reina recuperó los castillos de Monzón y de Becerril de Campos, que se hallaban en poder de los partidarios de Alfonso de la Cerda. En 1299 Juan Alfonso de Haro, señor de los Cameros, capturó a Juan Núñez de Lara. Mientras tanto, la reina dispuso el envío de tropas para socorrer Lorca, sitiada por el rey de Aragón, al tiempo que, en agosto del mismo año, las tropas del rey castellano cercaban Palenzuela. Juan Núñez de Lara fue libertado en 1299 a condición de que su hermana Juana de Lara se desposase con el infante Enrique el Senador, de que rindiese homenaje al rey Fernando IV y se comprometiese a no guerrear contra él, y a condición de que devolviese a la Corona los municipios de Osma, Palenzuela, Amaya, Dueñas, que le fue concedida al infante Enrique, Ampudia, Tordehumos, que le fue entregada a Diego López V de Haro, señor de Vizcaya, la Mota, y Lerma.
En marzo de 1300, la reina María de Molina se entrevistó con Dionisio I de Portugal en Ciudad Rodrigo, donde el soberano portugués solicitó fondos para poder abonar el coste de las dispensas matrimoniales que el papa debería otorgar, a fin de que se llevasen a cabo los enlaces matrimoniales entre Fernando IV y Constanza de Portugal, y los de la infanta Beatriz de Castilla con el infante Alfonso de Portugal.
En las Cortes de Valladolid de 1300 María de Molina consiguió reunir la cantidad necesaria de dinero con la que poder persuadir al Papa Bonifacio VIII para que este emitiera la bula que legitimara su matrimonio con Sancho IV. Durante las Cortes de Valladolid de 1300 el infante Juan de Castilla el de Tarifa renunció a sus pretensiones al trono, no obstante haber sido proclamado rey de León en 1296, y prestó público juramento de fidelidad a Fernando IV y a sus sucesores, el día 26 de junio de 1300. A cambio de su renuncia a la posesión del señorío de Vizcaya, cuya posesión le fue confirmada a Diego López V de Haro; María Díaz de Haro y su esposo, el infante Juan, recibieron Mansilla, Paredes de Nava, Medina de Rioseco, Castronuño y Cabreros. Poco después, María de Molina y los infantes Enrique y Juan, acompañados por Diego López V de Haro, sitiaron el municipio de Almazán, pero levantaron el asedio por la oposición del infante Enrique.
En 1301 Jaime II de Aragón sitió la villa de Lorca, perteneciente a Don Juan Manuel, quien entregó la villa al monarca aragonés, al tiempo que María de Molina, con el propósito de amortizar el desembolso realizado para proveer un ejército con el que liberar a la villa del cerco aragonés, ordenaba cercar los castillos de Alcalá y Mula, y sitiaba a continuación la ciudad de Murcia, donde se hallaba Jaime II, quien pudo haber sido capturado por las tropas castellano-leonesas, de no haber sido prevenido por los infantes Enrique y Juan, quienes se mostraban temerosos de una completa derrota del soberano aragonés, pues ambos deseaban mantener buenas relaciones con él.
En las Cortes de Burgos de 1301 se aprobaron los subsidios demandados por la Corona para financiar la guerra contra el reino de Aragón, contra el reino nazarí de Granada, y contra Alfonso de la Cerda, al tiempo que se concedían subsidios para conseguir la legitimación del matrimonio de la reina con Sancho IV de Castilla, enviándose a continuación 10 000 marcos de plata al Papa para este propósito, a pesar de la hambruna que asolaba el reino de Castilla y León.
En el mes de junio de 1301 durante las Cortes de Zamora de 1301, el infante Juan de Castilla el de Tarifa y los ricoshombres de León, Galicia y Asturias, partidarios en su mayor parte del infante Juan, aprobaron los subsidios demandados por la Corona.

## Reinado de Fernando IV (1301-1312)
En otoño de 1301, hallándose María de Molina en el Alcázar de Segovia, tuvo noticia de que el papa Bonifacio VIII había expedido el 6 de septiembre en Anagni, la bula que legitimaba el matrimonio de la reina María de Molina con el difunto rey Sancho IV, siendo por tanto sus hijos legítimos a partir de ese momento. 
Al mismo tiempo, se declaró la mayoría de edad de Fernando IV. Con ello, el infante Juan de Castilla el de Tarifa y los infantes de la Cerda perdieron uno de sus principales argumentos a la hora de reclamar el trono, no pudiendo esgrimir en adelante la ilegitimidad del monarca castellano-leonés. También se recibió la dispensa pontificia que permitía la celebración del matrimonio de Fernando IV con Constanza de Portugal.
El infante Enrique, molesto por la legitimación de Fernando IV por el papa Bonifacio VIII, se alió con Juan Núñez de Lara a fin de indisponer y enemistar a Fernando IV con su madre, la reina María de Molina. A ambos magnates se les unió el infante Juan de Castilla, quien continuaba reclamando el señorío de Vizcaya en nombre de su esposa, María Díaz de Haro.
En 1301, mientras la reina se encontraba en Vitoria con el infante Enrique respondiendo a las quejas presentadas por el reino de Navarra en relación con los ataques castellanos a sus tierras, el infante Juan y Juan Núñez de Lara indispusieron al rey con su madre y procuraron su diversión en tierras de León por medio de la caza, a la que el rey se mostraba aficionado desde su infancia. Estando la reina en Vitoria, los nobles aragoneses sublevados contra su rey le ofrecieron su apoyo para conseguir que Jaime II de Aragón devolviera a Castilla las plazas de las que se había apoderado en el reino de Murcia. Ese mismo año el infante Enrique, aliado con Diego López V de Haro, reclamó al rey Fernando IV, en compensación por abandonar el cargo de tutor del rey, y habiendo chantajeado previamente a la reina con declarar la guerra a su hijo si no accedían a sus deseos, la posesión de las localidades de Atienza y de San Esteban de Gormaz, que le fueron concedidas por el rey.
El día 23 de enero de 1302 Fernando IV contrajo matrimonio en Valladolid con Constanza, hija del rey Dionisio I de Portugal. En las Cortes de Medina del Campo de 1302, celebradas en el mes de mayo de ese año, los infantes Enrique y Juan y Juan Núñez de Lara intentaron indisponer al rey con su madre, acusándola de haber regalado las joyas que le diera Sancho IV, y posteriormente, cuando se demostró la falsedad de dicha acusación, la acusaron de haberse apropiado de los subsidios concedidos a la Corona en las Cortes de años anteriores, acusación que se demostró era falsa cuando Don Nuño, abad de Santander y canciller de la reina revisó e hizo público el estado de cuentas de la reina, quien no solo no se había apropiado de los fondos de la Corona, sino que había contribuido con sus propias rentas al sostén de la monarquía. Mientras se celebraban las Cortes de Medina del Campo de 1302, a las que acudió una representación del reino de Castilla, falleció el rey Muhammad II de Granada y fue sucedido en el trono por su hijo, Muhammad III de Granada, quien atacó el reino de Castilla y León y conquistó la localidad de Bedmar.
En julio de 1302 Fernando IV acudió junto con su madre, con quien había restablecido las buenas relaciones, y con el infante Enrique de Castilla el Senador, a las Cortes de Burgos de 1302. Fernando IV, a pesar de hallarse bajo la influencia de su privado Samuel de Belorado, de origen judío, quien intentaba apartar al rey de su madre, había decidido prescindir de la presencia del infante Juan y de Juan Núñez de Lara en las Cortes de Burgos. Terminadas las Cortes, el rey se dirigió a la ciudad de Palencia, donde se celebró el matrimonio de Alfonso de Valencia, hijo del infante Juan de Castilla el de Tarifa, con Teresa Núñez de Lara y Haro, hija de Juan Núñez I de Lara, y hermana de Juan Núñez II de Lara.
En esos momentos se acentuaba la rivalidad existente entre el infante Enrique de Castilla el Senador, María de Molina y Diego López V de Haro de un lado, y el infante Juan de Castilla el de Tarifa y Juan Núñez de Lara del otro. El infante Enrique amenazó a la reina con declarar la guerra a Fernando IV y a ella misma si no se accedía a sus demandas, al tiempo que los magnates procuraban eliminar la influencia que María de Molina ejercía en su hijo, a quien el pueblo comenzó a dejar de estimar, debido a la influencia que los ricoshombres ejercían sobre él. En los meses finales de 1302, la reina, que se hallaba en Valladolid, se vio obligada a aplacar a los ricoshombres y a los miembros de la nobleza, que planeaban levantarse en armas contra Fernando IV, quien pasó las navidades de 1302 en tierras del reino de León, acompañado por el infante Juan y por Juan Núñez de Lara.
A comienzos de 1303 había una entrevista prevista entre el rey Dionisio I de Portugal y Fernando IV, confiando este último en que su primo el rey de Portugal le devolvería algunos territorios. Por su parte, el infante Enrique de Castilla el Senador, Diego López V de Haro y la reina María de Molina se excusaron de asistir a dicha entrevista. El propósito de la reina al negarse a asistir era vigilar al infante Enrique y al señor de Vizcaya, cuyas relaciones con Fernando IV eran tensas debido a la amistad que el monarca dispensaba al infante Juan y a Juan Núñez de Lara. En mayo de 1303 se celebró la entrevista entre el rey de Portugal y Fernando IV en la ciudad de Badajoz. El infante Juan y Juan Núñez de Lara predispusieron a Fernando IV en contra del infante Enrique y del señor de Vizcaya, al tiempo que las concesiones ofrecidas por el soberano portugués, quien se ofreció a ayudarle si fuera preciso contra el infante Enrique de Castilla el Senador, decepcionaron a Fernando IV.

### Vistas de Ariza y muerte del infante Enrique de Castilla "el Senador" (1303)
En 1303, mientras el rey se encontraba en Badajoz, se reunieron en Roa el infante Enrique, Diego López V de Haro y don Juan Manuel, y acordaron que este último se entrevistaría con el rey de Aragón quien acordó con don Juan Manuel que los tres magnates y él mismo deberían reunirse el día de San Juan Bautista en el municipio de Ariza. Después, el infante Enrique comunicó sus planes a María de Molina, que se encontraba en Valladolid, con el propósito de que ella se uniera a ellos. El plan del infante Enrique consistía en que Alfonso de la Cerda se convirtiese en rey de León y se desposase con la infanta Isabel, hija de María de Molina, al tiempo que el infante Pedro, hermano de Fernando IV, sería proclamado rey de Castilla y se desposaría con una hija de Jaime II de Aragón. El infante Enrique manifestó que su intención era lograr la paz en el reino y eliminar la influencia del infante Juan y de Juan Núñez de Lara.
Dicho plan, que hubiera supuesto la disgregación de los territorios del reino de Castilla y León, así como la renuncia al mismo, forzosa o voluntaria, de Fernando IV, fue rechazado por la reina María de Molina, que se negó a secundar el proyecto y a entrevistarse con el soberano aragonés en Ariza. Fernando IV, mientras tanto, suplicaba a su madre que pusiese paz entre él y los magnates que apoyaban al infante Enrique, quienes volvieron a suplicar a la reina que apoyase el plan del infante, a lo que ella se negó. Mientras se celebraban las Vistas de Ariza, la reina recordó al infante Enrique y a sus acompañantes la lealtad que debían a su hijo, así como los grandes heredamientos con que les había dotado, consiguiendo con ello que algunos caballeros abandonasen Ariza, sin secundar el plan del infante Enrique. Sin embargo, el infante Enrique, don Juan Manuel y otros caballeros se comprometieron a hacer la guerra al rey Fernando IV, así como a que le fuera devuelto el reino de Murcia al reino de Aragón, y a que el reino de Jaén le fuese entregado a Alfonso de la Cerda. Sin embargo, mientras la reina María de Molina reunía los concejos y estorbaba los propósitos del infante Enrique, este enfermó de gravedad y hubo de ser trasladado a su villa de Roa. Ante la enfermedad del infante Enrique, la reina, temerosa de que sus señoríos y castillos pasasen a ser de don Juan Manuel y de Lope Díaz de Haro, a quienes el infante planeaba legar sus posesiones a su muerte, persuadió al confesor del infante, así como a sus acompañantes, de que le convencieran para que a su muerte sus bienes revirtieran a la Corona, a lo que el infante se negó, pues no deseaba que sus bienes pasasen a poder de Fernando IV. Cuando don Juan Manuel, sobrino carnal del infante Enrique, llegó a Roa, le encontró sin habla y, tomándole por muerto, se apropió de todos los objetos valiosos que allí había, como refiere la Crónica de Fernando IV:

E desque vio á D. Enrique fallolo sin fabla, é cuydando que era muerto, tomóle quanto le falló en la casa, plata é bestias é cartas que tenia blancas del sello del rey, é salió fuera de la villa é levó consigo quanto y falló de D. Enrique, é fuese para Peñafiel, que era deste D. Juan Manuel.

La reina María de Molina envió entonces órdenes a todas las fortalezas del infante moribundo, en las que se disponía que si el infante Enrique falleciese, no entregasen los castillos si no a las tropas del rey, a quien pertenecían. El día 8 de agosto de 1303 falleció el infante Enrique. Sus vasallos dieron escasas muestras de duelo por él y, cuando tuvo conocimiento de ello la reina, ordenó que se colocase sobre el ataúd un paño de brocado, así como que a los funerales asistiesen todos los clérigos y nobles presentes en Valladolid.
Mientras el infante Enrique agonizaba, Fernando IV hizo un pacto con el rey Muhammad III de Granada, en el que se estipulaba que el soberano granadino conservaría Alcaudete, Quesada y Bedmar, mientras que Fernando IV conservaría la plaza de Tarifa. El soberano nazarita se declaró vasallo de Fernando IV y se comprometió a pagarle las parias correspondientes. Al saber que había fallecido el infante Enrique, Fernando IV se mostró complacido y concedió la mayoría de sus tierras a Juan Núñez de Lara, a quien también concedió el cargo de Adelantado mayor de la frontera de Andalucía, y a los hombres que se hallaban con él, al tiempo que devolvía Écija a María de Molina, por haber sido suya antes de que ella se la entregara al infante Enrique. En noviembre de 1303 el rey se encontraba en Valladolid junto a la reina y solicitó su consejo, pues deseaba poner fin al pleito que sostenían el infante Juan de Castilla el de Tarifa y Diego López V de Haro por la posesión del señorío de Vizcaya, que en esos momentos era propiedad de Diego López V de Haro. La reina le manifestó que le ayudaría a resolver dicho pleito, al tiempo que el rey le hacía importantes donaciones, pues las buenas relaciones entre el rey y su madre se habían restablecido totalmente.
En enero de 1304, hallándose el rey en Carrión de los Condes, el infante Juan reclamó de nuevo, en nombre de su esposa, y apoyado por Juan Núñez de Lara, el señorío de Vizcaya, aunque el monarca en un primer momento resolvió que la esposa del infante se conformase con recibir Paredes de Nava y Villalón de Campos como compensación, a lo que el infante Juan se negó, argumentando que su esposa no lo aceptaría por estar en desacuerdo con los anteriores pactos establecidos por su esposo en relación con el señorío. En vista de la situación, el rey propuso que Diego López V de Haro entregase a María Díaz de Haro, a cambio del señorío de Vizcaya, Tordehumos, Íscar, Santa Olalla, además de sus posesiones en Cuéllar, Córdoba, Murcia, Valdetorio, y el señorío de Valdecorneja. Por su parte, Diego López V de Haro conservaría el señorío de Vizcaya, Orduña, Valmaseda, las Encartaciones, y Durango. El infante Juan aceptó la oferta del rey, por lo que este último hizo llamar a Diego López V de Haro a Carrión de los Condes. No obstante, el señor de Vizcaya no aceptó la proposición del soberano y le amenazó con la rebelión antes de partir. El rey hizo entonces que su madre se reconciliase con Juan Núñez de Lara, al tiempo que se iniciaban las maniobras previas a la Sentencia Arbitral de Torrellas, rubricada en 1304, en las que no tomó parte Diego López V de Haro, por hallarse enemistado con Fernando IV, quien prometió al infante Juan de Castilla el de Tarifa entregarle el señorío de Vizcaya, y a Juan Núñez de Lara la Bureba y las posesiones de Diego López de Haro en la Rioja, si ambos resolvían las gestiones diplomáticas con Aragón a satisfacción del monarca.
En abril de 1304, el infante Juan comenzó las negociaciones con el reino de Aragón, comprometiéndose Fernando IV a aceptar las decisiones que establecieran los árbitros de los reinos de Portugal y Aragón, que se reunirían en los meses siguientes, respecto a las demandas de Alfonso de la Cerda y a sus disputas con el reino de Aragón. Al mismo tiempo, el rey confiscó las tierras de Diego López V de Haro y de Juan Alfonso de Haro, señor de los Cameros, y las repartió entre los ricoshombres. A pesar de ello, ambos magnates no se sublevaron contra el rey. Mientras tanto, en Galicia, el infante Felipe de Castilla, hermano de Fernando IV, derrotó en una batalla a su cuñado Fernando Rodríguez de Castro, señor de Lemos quien perdió la vida en dicha batalla.

### Intervenciones en la política castellano-leonesa (1304-1310)
En abril de 1306, el infante Juan, a pesar de la oposición de la reina María de Molina, indujo al rey a que declarase la guerra a Juan Núñez de Lara, sabiendo que Diego López V de Haro le defendería, y aconsejó al soberano que sitiase Aranda de Duero, donde se hallaba Juan Núñez de Lara, quien, en vista de la situación, rompió su vínculo vasallático con el rey. Después de una batalla campal, Juan Núñez de Lara consiguió escapar del cerco al que se pretendía someter Aranda de Duero, y se reunió con Diego López V de Haro y con el hijo de este último, y acordaron hacer la guerra al rey Fernando IV por separado, y cada uno en su territorio. Las huestes del rey exigieron concesiones al monarca, quien hubo de concedérselas a pesar de que no se mostraban diligentes en hacer la guerra, por lo que el soberano ordenó al infante Juan que entablase negociaciones con Diego López V de Haro y sus partidarios, a lo que el infante Juan accedió, pues sus vasallos tampoco se mostraban partidarios de la guerra.
Las negociaciones no llegaron a iniciarse y la guerra continuó, a pesar de que el infante Juan aconsejaba al soberano que firmase la paz si ello era viable. El rey solicitó la intervención de su madre, quien, después de las negociaciones mantenidas con los rebeldes a través de Alonso Pérez de Guzmán, logró en una reunión mantenida con ellos en Pancorbo, que los tres magnates sublevados concediesen castillos como rehenes al rey, al que deberían rendir pleitesía, conservando sus propiedades, al tiempo que el rey se comprometía a abonarles sus soldadas. El acuerdo no satisfizo al infante Juan, quien volvió a reclamar al rey la posesión del señorío de Vizcaya en nombre de su esposa, al tiempo que Fernando IV, con el propósito de complacer al infante, arrebataba la merindad de Galicia a su hermano el infante Felipe de Castilla, y se la concedía a Diego García de Toledo, privado del infante Juan.
Fernando IV, deseoso de complacer a su tío el infante Juan, envió a Alonso Pérez de Guzmán y a Juan Núñez de Lara a parlamentar con Diego López V de Haro, quien se negó a ceder el señorío de Vizcaya al infante y a su esposa, María Díaz de Haro. Cuando el infante Juan tuvo conocimiento de ello, convocó a don Juan Manuel y a sus vasallos para que le apoyasen en sus pretensiones, al tiempo que el rey y la reina María de Molina parlamentaban con Juan Núñez de Lara para que persuadiese al señor de Vizcaya de que devolviese el señorío. En septiembre de 1306 se entrevistó el rey con Diego López V de Haro en Burgos. El soberano le propuso que en tanto que viviese podría conservar la propiedad sobre el señorío de Vizcaya, pero que, a su muerte, el señorío debería ser entregado a María Díaz de Haro, a excepción de los municipios de Orduña y Valmaseda, que serían entregados a Lope Díaz de Haro, su hijo. Sin embargo, la propuesta no fue aceptada por Diego López V de Haro, a quien, en vista de su obstinación, el rey volvió a intentar enemistar con Juan Núñez de Lara. Poco después, el señor de Vizcaya volvió a apelar al Papa.
A principios de 1307, mientras el rey, la reina María de Molina, y el infante Juan se dirigían a Valladolid, tuvieron conocimiento de que el papa Clemente V reconocía la validez del juramento prestado por el infante Juan y por su esposa en 1300 de renunciar al señorío de Vizcaya, por lo que el infante debería atenerse a él, o bien responder al pleito interpuesto contra él por el señor de Vizcaya. En febrero de 1307 se intentó resolver el pleito sobre el señorío de Vizcaya, acordando que Diego López V de Haro conservase la propiedad del señorío de Vizcaya en tanto durase su vida, pero que a su muerte, el señorío pasase a ser de María Díaz de Haro, a excepción de Orduña y Valmaseda, que serían entregadas a Lope Díaz de Haro, su hijo, quien también recibiría Miranda y Villalba de Losa de manos del rey. Sin embargo, el acuerdo no fue aceptado por el señor de Vizcaya. Poco después fueron convocadas Cortes en la ciudad de Valladolid.
En las Cortes de Valladolid de 1307, viendo María de Molina que los ricoshombres, encabezados por el infante Juan, protestaban contra las medidas adoptadas por los privados del rey, intentó, para complacer al infante, poner fin al pleito existente sobre el señorío de Vizcaya. Para ello, la reina contó con la colaboración de su hermanastra Juana Alfonso de Molina, quien persuadió a su hija María Díaz de Haro para que aceptase el acuerdo propuesto por el rey en febrero de ese mismo año. Diego López V de Haro y su hijo Lope Díaz de Haro se avinieron a firmar el acuerdo, por el que se establecía que Diego López V de Haro conservaría la propiedad del señorío de Vizcaya en tanto durase su vida, pero que a su muerte, el señorío pasaría a ser de María Díaz de Haro, a excepción de Orduña y Valmaseda, que serían entregadas a su hijo Lope Díaz de Haro, quien también recibiría Miranda y Villalba de Losa de manos de Fernando IV.
Ante el acuerdo alcanzado respecto a la posesión del señorío de Vizcaya, Juan Núñez de Lara se sintió menospreciado por el rey y por su madre, por lo que se retiró de las Cortes, antes de que estas hubiesen finalizado. Por ello, el rey concedió el cargo de Mayordomo mayor a Diego López V de Haro, lo que provocó que el infante Juan abandonase la corte, advirtiendo al rey que no contaría con su ayuda hasta que los alcaides de los castillos de Diego López de Haro rindiesen homenaje a su esposa, María Díaz de Haro. Sin embargo, poco después se reunieron en Lerma, donde se hallaba María Díaz de Haro, el infante Juan, Juan Núñez de Lara, Diego López V de Haro, y Lope Díaz de Haro, hijo de este último, acordándose que prestasen homenaje en Vizcaya como futura señora a María Díaz de Haro, al tiempo que se hacía lo mismo en los castillos que recibiría Lope Díaz de Haro.
En 1307, por consejo del infante Juan y de Diego López V de Haro, ambos reconciliados ya, el rey ordenó a Juan Núñez de Lara que abandonase el reino de Castilla y León y que le devolviese los castillos de Moya y Cañete, situados en la provincia de Cuenca, y que el rey le había concedido en el pasado. El rey fue a Palencia, donde se hallaba su madre, quien le aconsejó que, puesto que había expulsado a Juan Núñez de Lara del reino, si deseaba conservar el respeto de los ricoshombres y la nobleza, debería mostrarse inflexible. El rey se dirigió entonces a Tordehumos, donde se hallaba el magnate rebelde, y puso cerco a la villa a finales de octubre de 1307, hallándose acompañado por numerosos ricoshombres con sus tropas, y también por las del Maestre de Santiago. Poco después se unieron a ellos el infante Juan, repuesto de una enfermedad, y su hijo, Alfonso de Valencia, con sus mesnadas. Juan Núñez de Lara, se rebeló en 1307 contra Fernando IV de Castilla.
A causa de las deserciones de algunos ricos hombres, entre ellos Alfonso de Valencia, hijo del infante Juan, Rodrigo Álvarez de las Asturias y García Fernández de Villamayor, y también a causa de la enfermedad de la reina madre, que no podía aconsejarle, el rey decidió pactar con Juan Núñez de Lara la rendición de este último. Después que rindió la villa de Tordehumos, a comienzos de 1308, Juan Núñez de Lara se comprometió a entregar todas sus tierras al rey, excepto las que tenía en la Bureba y la Rioja, por tenerlas Diego López V de Haro, al tiempo que rendía pleitesía al rey, quien firmó este acuerdo a espaldas de la reina madre, enferma de gravedad en esos momentos.
Terminado el cerco de Tordehumos, numerosos magnates y caballeros intentaron enemistar al rey con Juan Núñez de Lara y con su tío el infante Juan, diciéndoles a cada uno de ellos por separado que el rey deseaba la muerte de ambos, por lo que los dos se aliaron, temiendo que el rey desease sus muertes, aunque sin contar con el apoyo de Diego López V de Haro. Sin embargo, fueron persuadidos por María de Molina de que el rey no les deseaba ningún mal, algo que después les fue confirmado por el propio rey. Sin embargo, el infante Juan y sus acompañantes solicitaron presentar sus peticiones a la reina y no a él, a lo que el soberano accedió. Las reclamaciones, presentadas por los demandantes en las Vistas de Grijota, pasaban porque el soberano concediese la merindad de Galicia a Rodrigo Álvarez de las Asturias y la merindad de Castilla a Fernán Ruiz de Saldaña, al tiempo que debía expulsar de la corte a sus privados, Sancho Sánchez de Velasco, Diego García, y Fernán Gómez de Toledo. Las demandas presentadas por los magnates fueron aceptadas por el monarca.
En 1308, Rodrigo Yáñez, Maestre de la Orden del Temple en el reino de Castilla y León, se dispuso a entregar a María de Molina las fortalezas de la Orden en el reino, pero la reina no aceptó tomarlas sin el consentimiento de su hijo el rey, que este último concedió. Sin embargo, el maestre no entregó los castillos a la reina madre, sino que ofreció al infante [Felipe de Castilla, hermano de Fernando IV, entregárselos a él, a condición de que el infante suplicase al rey, en su nombre, que el monarca atendiese las demandas de los templarios a los prelados de su reino.
En las Cortes de Burgos de 1308 estuvieron presentes, además del rey, la reina María de Molina, el infante Juan de Castilla el de Tarifa, el infante Pedro de Castilla, don Juan Manuel y la mayoría de los ricoshombres y magnates. Fernando IV intentó poner orden en los asuntos de sus reinos, así como alcanzar un equilibrio presupuestario y reorganizar la administración de la Corte, al tiempo que intentaba recortar las atribuciones del infante Juan, aspecto este último no conseguido por el monarca.
En las Cortes de Madrid de 1309, las primeras celebradas en dicha ciudad, el rey manifestó su deseo de ir a la guerra contra el reino nazarí de Granada, al tiempo que demandaba subsidios para poder hacer la guerra. Estuvieron presentes en estas cortes el rey Fernando IV y su esposa Constanza, su madre la reina María de Molina, los infantes Pedro, Felipe de Castilla (1292-1327) y Juan, don Juan Manuel, Juan Núñez de Lara, Diego López V de Haro, Alfonso Téllez de Molina, hermano de la reina María de Molina, el arzobispo de Toledo, los Maestres de las Órdenes Militares de Santiago y Calatrava, los representantes de las ciudades y concejos, y otros nobles y prelados. Las Cortes aprobaron la concesión de cinco servicios, destinados a pagar las soldadas de los ricoshombres e hidalgos.
Terminadas las Cortes de Madrid, Fernando IV se dirigió a Toledo, donde aguardó a que se le uniesen sus tropas, al tiempo que dejaba a su madre, la reina María de Molina, a cargo del gobierno del reino, confiándole la custodia de los sellos. Durante el Sitio de Algeciras de 1309 y el sitio de Gibraltar, la reina María de Molina ordenó que se hicieran procesiones con el objeto de implorar a Dios que cesasen las lluvias torrenciales, a fin de conseguir el triunfo en la empresa bélica, comprometida por las deserciones del infante Juan de Castilla el de Tarifa y de don Juan Manuel, así como por la epidemia que afectó al ejército cristiano. En enero de 1310 el rey Fernando IV decidió negociar con los granadinos, quienes habían enviado como emisario al campamento cristiano al arráez de Andarax. Alcanzado un acuerdo, en el que se estipulaba que a cambio de levantar el asedio de Algeciras Fernando IV recibiría Quesada y Bedmar, además de 50.000 doblas de oro, el rey ordenó levantar el asedio a finales de enero de 1310. Tras la firma del acuerdo preliminar falleció Diego López V de Haro, y María Díaz de Haro, esposa del infante Juan, tomó posesión del señorío de Vizcaya y a continuación, el infante Juan devolvió al rey las villas de Paredes de Nava, Cabreros, Medina de Rioseco, Castronuño y Mansilla.

### Última etapa del reinado de Fernando IV y muerte del rey (1310-1312)
En 1310, una vez levantado el asedio de Algeciras, el rey Fernando IV envió a Juan Núñez de Lara a conferenciar con el papa Clemente V, a quien el rey suplicaba, de común acuerdo con el rey de Aragón, que no permitiese que se procesase a su antecesor en la silla de San Pedro, el papa Bonifacio VIII, quien había legitimado el matrimonio de los padres de Fernando IV en 1301, legitimando con ello al propio Fernando IV. Juan Núñez de Lara debía informar además a Clemente V sobre las causas que habían motivado el levantamiento del sitio de Algeciras, y debía solicitar al Papa, en nombre de Fernando IV, subsidios para poder proseguir en el futuro la guerra contra el reino nazarí de Granada. El Papa Clemente V procuró suavizar la animadversión que Felipe IV de Francia, sentía hacia su predecesor, el papa Bonifacio VIII, reprochó al infante Juan y a don Juan Manuel su conducta durante el asedio de Algeciras, concedió al rey los diezmos recaudados en su reino durante un año, y envió diversas cartas a los prelados del reino de Castilla y León en las que se les ordenaba reprender severamente a los que no colaborasen con el rey en la empresa de la Reconquista.
Después de la boda de la infanta Isabel, hermana de Fernando IV, este último planeó asesinar al infante Juan de Castilla el de Tarifa en la ciudad de Burgos, en enero de 1311, para vengarse de ese modo por la deserción del infante del cerco de Algeciras y, al mismo tiempo, para someter a la nobleza, que volvía a rebelarse contra el poder de la Corona. Sin embargo, la reina María de Molina avisó al infante Juan de los propósitos de su hijo y el infante pudo ponerse a salvo. Fernando IV, acompañado por su hermano el infante Pedro, por Lope Díaz de Haro, y por las mesnadas del concejo de Burgos persiguió al infante Juan y a sus partidarios, que se refugiaron en la villa palentina de Saldaña. El rey privó entonces al infante Juan del Adelantamiento de la frontera y se lo concedió a Juan Núñez de Lara, al tiempo que ordenó la confiscación de las tierras y señoríos que le había entregado al infante, a sus hijos, Alfonso de Valencia y Juan de Haro, e idéntica suerte corrió Sancho de Castilla "el de la Paz", primo de Fernando IV y partidario del infante Juan. Al mismo tiempo, don Juan Manuel se reconcilió con el rey y le solicitó que le concediese el cargo de Mayordomo mayor, por lo que el monarca, que deseaba atraerse a don Juan Manuel, creyendo que este último rompería su amistad con el infante Juan, despojó al infante Pedro del cargo de Mayordomo mayor y se lo concedió, dando a cambio a su hermano las villas de Almazán y Berlanga, que le había prometido anteriormente.
En vista de la situación, Fernando IV, que no deseaba una rebelión abierta de los partidarios del infante Juan, además de querer dedicarse en exclusiva a la guerra contra el reino nazarí de Granada, envió a la reina María de Molina a conferenciar con el infante Juan, con sus hijos, y con sus partidarios en Villamuriel de Cerrato. Las conversaciones duraron quince días y la reina María de Molina estuvo acompañada por el arzobispo de Santiago de Compostela, y por los obispos de León, Lugo, Mondoñedo y Palencia. Las conversaciones concluyeron con la concordia entre el infante Juan, quien se mostraba preocupado por su seguridad personal, y el rey Fernando IV. Dicha concordia incomodó a la reina Constanza, esposa de Fernando IV, y a Juan Núñez de Lara, quien continuaba enemistado con el infante Juan. Poco después, Fernando IV se entrevistó con el infante Juan de Castilla el de Tarifa en el municipio de Grijota, y ambos ratificaron lo acordado entre el infante Juan y la reina María de Molina en Villamuriel de Cerrato.
El día 20 de marzo de 1311, durante una asamblea de prelados en la ciudad de Palencia, Fernando IV confirmó y concedió nuevos privilegios a las iglesias y prelados de sus reinos, y respondió a sus demandas. En abril de 1311, hallándose en Palencia, Fernando IV enfermó de gravedad y hubo de ser trasladado a Valladolid, a pesar de la oposición de la reina Constanza, su esposa, que deseaba trasladarlo a Carrión de los Condes, a fin de poder controlar al monarca junto con su aliado, Juan Núñez de Lara. Durante la enfermedad del rey surgieron discrepancias entre el infante Pedro, Juan Núñez de Lara, el infante Juan, y don Juan Manuel. Mientras el rey se encontraba en Toro, la reina Constanza dio a luz en Salamanca el día 13 de agosto de 1311 un hijo varón, que llegaría a reinar en Castilla y León a la muerte de su padre como Alfonso XI de Castilla. El infante Alfonso, heredero de Fernando IV, fue bautizado en la Catedral Vieja de Salamanca, y a pesar de los deseos del rey, quien deseaba encomendar la crianza del niño a su abuela, la reina María de Molina, prevaleció la voluntad de la reina Constanza, quien deseaba, contando para ello con el apoyo de Juan Núñez de Lara y de Lope Díaz de Haro, que la custodia del niño fuese encomendada al infante Pedro de Castilla, hermano de Fernando IV de Castilla.
En el otoño de 1311 surgió una conspiración que pretendía el destronamiento de Fernando IV de Castilla y colocar en el trono a su hermano, el infante Pedro de Castilla. La conjura se hallaba protagonizada por el infante Juan de Castilla el de Tarifa, por Juan Núñez de Lara y por Lope Díaz de Haro, hijo del fallecido Diego López V de Haro. Sin embargo, el proyecto de destronamiento fracasó debido a la rotunda negativa de la reina María de Molina. A mediados de 1311, el infante Juan de Castilla el de Tarifa y los principales magnates del reino amenazaron a Fernando IV con dejar de servirle, si el monarca no satisfacía sus peticiones. El infante Juan y sus seguidores exigieron que reemplazase a sus consejeros y privados por el propio infante Juan, la reina María de Molina, el infante Pedro, don Juan Manuel, Juan Núñez de Lara, y por los obispos de Astorga, Zamora, Orense y Palencia, quienes deberían ser los nuevos consejeros del rey. Don Juan Manuel permaneció leal a Fernando IV, debido a que el día 15 de octubre el rey le había cedido todos los pechos y derechos reales de Valdemoro y de Rabrido, a excepción de la moneda forera de ambos lugares y de la martiniega de Rabrido, que había sido entregada a Alfonso de la Cerda. Con el deseo de alcanzar la paz y de que ningún obstáculo se interpusiese en el relanzamiento de la Reconquista, Fernando IV se avino a firmar la concordia de Palencia, rubricada el día 28 de octubre de 1311, con el infante Juan y el resto de los magnates, y cuyas cláusulas fueron ratificadas en las Cortes de Valladolid de 1312. El rey se comprometió a respetar los usos, fueros y privilegios de los nobles, prelados, y los hombres buenos de las villas, y a no intentar despojar a los nobles de las rentas y tierras que tenían pertenecientes a la Corona.
En las Cortes de Valladolid de 1312, las últimas del reinado de Fernando IV, se recaudaron fondos para mantener el ejército que se emplearía en la siguiente campaña contra el reino nazarí de Granada, se reorganizó la administración de justicia, la administración territorial y la administración local, mostrando con ello el deseo del rey de realizar profundas reformas en todos los ámbitos de la administración, al tiempo que intentaba reforzar la autoridad de la Corona en detrimento de la autoridad nobiliaria. Las Cortes aprobaron la concesión de cinco servicios y una moneda forera, destinados al pago de las soldadas de los vasallos del rey, a excepción de Juan Núñez de Lara que se había convertido en vasallo del rey Dionisio I de Portugal.
El día 13 de julio de 1312 el rey llegó a Toledo, después de haber dejado al infante Alfonso, heredero del trono, en la ciudad de Ávila, y se dirigió a la provincia de Jaén, donde su hermano, el infante Pedro, se encontraba sitiando la localidad de Alcaudete. El rey, después de una corta estancia en la ciudad de Jaén, se dirigió a la localidad jienense de Martos, donde ordenó que se ejecutase a los hermanos Carvajal, acusados de haber asesinado en Palencia a Juan Alonso de Benavides, privado del rey. Según la leyenda, pues ello no figura en la Crónica de Fernando IV, los hermanos fueron condenados a ser introducidos en una jaula de hierro con puntas afiladas en su interior y, posteriormente, a ser arrojados desde la cumbre de la Peña de Martos, introducidos en dicha jaula. La Crónica de Fernando IV refiere que antes de morir, los hermanos emplazaron al rey a comparecer ante el Tribunal de Dios en el plazo de treinta días.
Fernando IV de Castilla falleció el día 7 de septiembre de 1312 en la ciudad de Jaén, sin que nadie le viera morir.

## Tutora del rey Alfonso XI durante su minoría de edad (1312-1321)
Cuando el infante Juan de Castilla el de Tarifa y Juan Núñez de Lara tuvieron conocimiento de la muerte del rey Fernando IV, solicitaron a la reina María de Molina, que se encontraba en Valladolid, que se hiciese cargo de la tutoría de su nieto Alfonso XI de Castilla, que contaba con un año de edad, pero que no se hiciese cargo de ella el infante Pedro de Castilla, hermano del difunto Fernando IV. No obstante, la reina se negó a hacerse cargo de la tutoría del niño rey y les solicitó que hablasen de ello con su hijo, el infante Pedro.
Juan Núñez de Lara intentó entonces apoderarse del niño rey, que se encontraba en la ciudad de Ávila. Sin embargo, se lo impidieron las autoridades de la ciudad, prevenidas por la reina María de Molina. Poco después llegó a Ávila el infante Pedro y se negaron a dejarle entrar en la ciudad. Mientras tanto, el infante Juan y Juan Núñez de Lara, que se encontraban en Burgos, convocaron a los ricoshombres, procuradores y concejos del reino para que se reuniesen en Sahagún, al tiempo que el infante Pedro obtenía la aprobación de la reina María de Molina para ser tutor de su sobrino Alfonso XI durante su minoría de edad. Cuando el infante Juan, que se encontraba en Sahagún con los procuradores del reino, supo de la cercanía del infante Pedro de Castilla, le ofendió ante diversos testigos, provocando con ello que el infante Pedro decidiese marchar contra ellos. El infante Juan y sus acompañantes enviaron entonces al infante Felipe de Castilla, hermano del infante Pedro, a parlamentar con este último, quien reconvino a su hermano por formar parte del bando del infante Juan de Castilla el de Tarifa. El infante Felipe de Castilla presentó a su madre, la reina María de Molina, las proposiciones del infante Juan, consistentes en que ella fuese tutora del rey Alfonso XI junto con el infante Pedro y el infante Juan, a lo que ella accedió.

### Las Cortes de Palencia de 1313
El infante Pedro de Castilla acudió a las Cortes de Palencia de 1313 acompañado de un ejército de doce mil hombres, después de haberlo reclutado en Asturias y Cantabria, y había acudido a las Cortes sin deseo de entablar combate, pero dispuesto a entablarlo si el otro bando lo deseaba. En el bando del infante Pedro militaban su tío Alfonso Téllez de Molina, hermano de María de Molina, Tello Alfonso de Meneses, hijo del anterior, Rodrigo Álvarez de las Asturias y Fernán Ruiz de Saldaña, entre otros ricoshombres. Los principales partidarios del infante Juan de Castilla eran el infante Felipe de Castilla, Fernando de la Cerda, y Juan Núñez de Lara.
Una vez reunidos los asistentes en la ciudad de Palencia, se acordó que cada uno de los dos bandos conservase solo mil trescientos hombres en las inmediaciones de la ciudad, aunque dicho acuerdo fue quebrantado por el infante Juan de Castilla al conservar junto a sí a cuatro mil hombres, a lo que correspondió el infante Pedro conservando cinco mil de los suyos. Durante las Cortes, la reina Constanza viuda de Fernando IV, dejó de prestar su apoyo al infante Pedro y pasó a prestarlo al infante Juan, procediendo don Juan Manuel de igual modo. Ante el temor de que surgiesen disputas, y por iniciativa de la reina María de Molina, los infantes Pedro y Juan y sus acompañantes abandonaron la ciudad y se hospedaron en las aldeas cercanas, alojándose el infante Pedro en Amusco, el infante Juan en Becerril de Campos, la reina Constanza en Grijota, y María de Molina en Monzón de Campos. Al mismo tiempo, los prelados y procuradores del reino partidarios del infante Pedro y de María de Molina acordaron reunirse en la iglesia de San Francisco de Palencia, de la Orden de los Franciscanos, y los partidarios del infante Juan lo harían en el convento de San Pablo de Palencia, de la Orden de los Dominicos, y vinculado a la casa de Lara. A pesar de los deseos del infante Pedro y de su madre la reina, los partidarios del infante Juan no se avinieron a ningún acuerdo y nombraron tutor al infante Juan, al tiempo que el otro bando nombraba tutores a la reina María de Molina y al infante Pedro.
Las dobles Cortes de Palencia de 1313 dieron origen a dos ordenamientos distintos, siendo uno de ellos otorgado por el infante Juan, como tutor de Alfonso XI, a los concejos de Castilla, León, Extremadura, Galicia y Asturias, territorios en los que predominaban sus propios partidarios. El otro ordenamiento fue promulgado por la reina María de Molina y por su hijo, el infante Pedro, como tutores conjuntos de Alfonso XI, y fue librado a petición de los concejos de Castilla, León, Toledo, las Extremaduras, Galicia, Asturias y Andalucía. En ambos cuadernos de las Cortes consta la presencia del clero, de la nobleza y de los hombres buenos de las villas, deduciéndose de ellos que el infante Juan llevaba cierta ventaja en el número y calidad de los próceres, así como el infante Pedro y la reina María de Molina en prelados, Maestres de las Órdenes Militares, y representantes de los concejos. El cuaderno dado por la reina María de Molina lleva los sellos del rey Alfonso XI y los de ambos tutores, y el otorgado por el infante Juan únicamente su propio sello, deduciéndose de ello que la Cancillería real se hallaba en manos de los primeros. Acabadas las Cortes, cada uno de los dos bandos comenzó a utilizar el sello real para emitir órdenes y privilegios.
Terminadas las Cortes de Palencia de 1313, Alfonso de Valencia y su padre el infante Juan de Castilla el de Tarifa ocuparon la ciudad de León, al tiempo que el infante Pedro se apoderaba de la ciudad de Palencia, dirigiéndose este último después a Ávila junto a su madre, donde se hallaba el rey Alfonso XI. Mientras tanto ambos bandos intentaban alcanzar un acuerdo definitivo sobre quién debía ser tutor del rey, interviniendo en las negociaciones los Maestres de las Órdenes de Santiago y Calatrava, así como don Juan Manuel, partidario del infante Juan de Castilla. El infante Pedro partió hacia Granada a fin de socorrer a Nasr, rey de Granada, contra quien se había sublevado el hijo del arráez de Málaga. Sin embargo, a finales de 1313 el infante Pedro tuvo conocimiento de la derrota del rey granadino y, durante su regreso a Castilla, asedió durante tres días y tomó el castillo de Rute, situado en la provincia de Córdoba.
A finales de 1313, el infante Juan convocó a los procuradores del reino en Sahagún. Mientras se hallaban reunidos, el día 18 de noviembre falleció la reina Constanza, madre de Alfonso XI, lo que motivó que el infante Juan y sus partidarios se decidiesen a pactar con María de Molina, ofreciéndole a la reina que desempeñase el cargo de tutora del rey en los territorios en los que habían declarado tutores a ella y a su hijo el infante Pedro, al tiempo que el infante Juan ejercería como tutor en los territorios que le apoyaban. La reina respondió afirmativamente a la proposición del infante Juan.

### Concordia de Palazuelos y Cortes de Burgos (1314-1315)
En la llamada Concordia de Palazuelos, firmada en el año 1314, se encomendó la tutoría de Alfonso XI de Castilla a sus tíos, los infantes Juan y Pedro de Castilla, y a su abuela, la reina María de Molina, a quien le fue confiada la crianza y la custodia del niño rey. Al mismo tiempo se acordó que la Cancillería del reino debería hallarse junto al rey, que los tutores tomasen cartas blancas para los pleitos que hubieran de resolver en las villas, que los tutores destruyesen los sellos reales que habían usado hasta entonces, y que los tutores ejerciesen como tales en los lugares en los que habían sido designados. Poco después de haberse acordado la tutoría compartida del rey entre los dos infantes, se entabló un pleito entre don Juan Manuel y la infanta portuguesa Blanca de Portugal, nieta de Alfonso X, a causa de varias ciudades que ella había vendido al infante Pedro, a pesar de los deseos de don Juan Manuel de comprarlas, por no haber satisfecho este último el pago por dichas ciudades. Como consecuencia de dicho pleito, don Juan Manuel comenzó a saquear toda la zona de Guadalajara, apoyado por el infante Juan de Castilla, quien le prestó consejo y apoyo.
Poco después, Alfonso de Valencia, hijo del infante Juan, se dispuso a atacar al infante Felipe de Castilla, hijo de la reina María de Molina, en Lugo, donde estuvo a punto de librarse una batalla campal entre ambos. Al mismo tiempo, el Maestre de Calatrava aconsejó al infante Pedro, que se encontraba atacando las tierras de don Juan Manuel, que dividiese a partes iguales con don Juan Manuel las tierras que se hallaban en disputa, accediendo a ello el infante Pedro, para lo que se entrevistó con don Juan Manuel en Uclés y, posteriormente, con el infante Juan en Sepúlveda, para acordar la convocatoria de Cortes en la ciudad de Burgos.
En las Cortes de Burgos de 1315 se ratificó lo dispuesto en la Concordia de Palazuelos de 1314, estipulándose además que en caso de morir alguno de los tutores, continuarían en el cargo los que continuasen vivos, y comprometiéndose a que no pudiese acceder a la tutoría del rey nadie a excepción de la reina María de Molina, y de los infantes Pedro y Juan. Se rompieron los sellos anteriores de los tutores y comenzaron a usar uno nuevo, al tiempo que se disponía que la Cancillería se hallase junta al rey y a la reina María de Molina. Los tutores se comprometieron a no conceder tierras o bienes monetarios a persona alguna, y se dispuso que solo se podrían hacer donaciones con el sello del rey, y con el consentimiento previo de los tres tutores. Tres ordenamientos surgieron de las Cortes de Burgos de 1315. En uno de ellos, se aprobó la carta de la Hermandad que los caballeros hijosdalgo y hombres buenos de los reinos de Castilla, León, Toledo y las Extremaduras habían formado para oponerse a los posibles desmanes de los tutores, en otro se intentaron resolver las posibles diferencias acerca del ejercicio de la tutoría, y se tomaron algunas disposiciones en lo referente a la administración del reino, y en el último ordenamiento los tutores respondieron a ciertas reclamaciones efectuadas por los prelados del reino.
Durante las Cortes de Burgos de 1315 falleció Juan Núñez II de Lara, partidario del infante Juan de Castilla el de Tarifa, siendo sucedido en el cargo de mayordomo mayor del rey Alfonso XI por Alfonso de Valencia, hijo del infante Juan, al tiempo que don Juan Manuel, aprovechando la ausencia del infante Pedro, que se encontraba en las Cortes, saqueaba las posesiones de este último en Almazán y en Berlanga de Duero.
Terminadas las Cortes de Burgos, se concedió a don Juan Manuel, reconciliado ya con el infante Pedro, el cargo de adelantado mayor del reino de Murcia, y al mismo tiempo Alfonso de Valencia se reconcilió con el infante Felipe de Castilla, en presencia de la reina María de Molina y del infante Juan. En mayo de 1315 el infante Pedro derrotó a los granadinos en la batalla de Alicún de Ortega, en la que murieron alrededor de mil quinientos granadinos, además de cuarenta notables del sultanato de Granada. Poco después el infante Pedro conquistó los castillos de Cambil y Alhabar. En 1316 falleció Alfonso de Valencia, hijo del infante Juan, en Morales de Toro.

### Cortes de Carrión e incursión en la Vega de Granada del infante Pedro (1317)
En septiembre de 1317 comenzaron las Cortes de Carrión de 1317, en las que, durante cuatro meses, fueron examinadas las rentas del rey y el uso que los tutores habían hecho de ellas, no encontrándose fraudes por parte de los mismos. Se acordó que los tres tutores del rey deberían abandonar la tutoría si permitían que fueran tomadas las tierras de los ricoshombres, infanzones o caballeros, si suprimiesen las concesiones pecuniarias otorgadas a los mismos en el Ayuntamiento de Carrión de 1317, si no castigasen a los que perturbasen la paz en las tierras de realengo, o si no castigasen y diesen muerte a los alcaides, alcaldes y oficiales que ejecutasen personas arbitrariamente. Durante las Cortes, el infante Juan, que deseaba que el infante Pedro de Castilla abandonase la tutoría, propuso que los tres tutores dejasen la tutoría, con la esperanza de que le fuera encomendada a él solo, aunque su propuesta fue rechazada por los partidarios que se hallaban presentes de la reina y del infante Pedro. Aprobados los subsidios demandados por la Corona, se entabló una disputa entre los caballeros presentes que estuvo a punto de ocasionar la muerte del infante Juan.
Para contribuir al esfuerzo de la guerra contra el reino nazarí de Granada, que libraba en la frontera el infante Pedro de Castilla, el papa Juan XXII, otorgó a la empresa bélica que se planeaba el carácter de cruzada, concediendo para ello la décima y la tercia de las rentas eclesiásticas y los ingresos procedentes de las bulas de cruzada durante tres años consecutivos. En 1317 el infante Pedro invadió el reino nazarí y devastó su territorio hasta llegar a Granada, desde donde retornó a Córdoba, siendo acompañado en su expedición por los Maestres de las Órdenes de Santiago, Calatrava, Alcántara, así como por el Maestre de los Hospitalarios, y por el arzobispo de Sevilla y el obispo de Córdoba. Poco después, los granadinos intentaron sitiar Gibraltar, pero, por temor a las represalias del infante Pedro, no llegaron a poner en práctica la empresa.
A continuación, el infante Pedro atacó las localidades de Píñar y Montejícar, tomando después el castillo de Bélmez de la Moraleda. Mientras el infante Pedro combatía a los granadinos en 1317, el infante Juan de Castilla el de Tarifa, que deseaba que se le concediese una parte de los beneficios otorgados por el Papa para los gastos de guerra contra el reino de Granada, obtuvo su parte de los mismos gracias a la intervención de la reina María de Molina, que puso término a las disputas surgidas por este motivo entre su hijo Pedro y el infante Juan, disponiendo los tres tutores entonces que se convocasen Cortes en el reino.

### Cortes de Medina del Campo y conquista de Tíscar (1318-1319)
En 1318 se celebraron las Cortes de Valladolid y las de Medina del Campo. Los procuradores de Extremadura, debido a una disputa surgida con los procuradores castellanos en las Cortes de Carrión de 1317, acordaron celebrar Cortes por separado junto a los del reino de León, reuniéndose estas en Medina del Campo, pues previamente se habían reunido los procuradores castellanos en Valladolid. Durante las Cortes de Medina del Campo le fueron devueltas al rey las villas de Moya y Cañete, situadas en la provincia de Cuenca, por haber fallecido sin descendencia Juan Núñez de Lara.
En las Cortes de Medina del Campo de 1318 se hallaron presentes varios prelados, ricoshombres, el maestre de Santiago, y los procuradores de las ciudades y villas del reino de León, de Toledo y de las Extremaduras. Los procuradores presentes demandaron que se vigilase estrechamente la administración de justicia, solicitaron que los nobles que maltrataran a los habitantes de las villas fueran castigados severamente, y protestaron sobre la intromisión de la autoridad eclesiástica en los pleitos civiles en tierras de realengo, menguándose con ello la autoridad de la Corona. Por otra parte, los subsidios demandados por la Corona fueron concedidos en ambas Cortes.
En el invierno de 1318 se ultimaron los preparativos bélicos y el infante Pedro, pasando por Toledo, Trujillo, Sevilla, Córdoba y Úbeda, reunió a las tropas que habrían de intervenir en la campaña del año próximo, ocupándose también de la fabricación del armamento necesario en la ciudad de Sevilla. Encontrándose el infante en la ciudad de Úbeda, decidió apoderarse del castillo de Tíscar, situado en Jaén, que fue conquistado el sábado víspera de Pentecostés de 1319.

### Desastre de la Vega de Granada y etapa final de la vida de la reina (1319-1321)
En junio de 1319, los infantes Juan y Pedro atacaron el reino nazarí de Granada e invadieron su territorio, pero ambos fueron derrotados y perdieron la vida en el Desastre de la Vega de Granada, acaecido el día 25 de junio de 1319. La derrota castellano-leonesa en el Desastre de la Vega de Granada, nombre con el que se conoce a la batalla, alteró el rumbo de los acontecimientos en el sur de la península ibérica durante varias décadas, hasta la mayoría de edad de Alfonso XI.
En el acuerdo de paz que siguió a la derrota castellano-leonesa, suscrito por el infante Felipe de Castilla con los granadinos en la ciudad de Baeza el día 18 de junio de 1320, se acordó una tregua de tres años entre el reino nazarí de Granada y los reinos de Castilla y de León, que fue rota en 1323. En el Acuerdo de Baeza también tomaron parte activa los concejos de las ciudades más importantes de Andalucía, como Córdoba, Jaén, y Sevilla, aunque también intervinieron en la redacción del acuerdo de paz las Órdenes militares, cuyas posesiones y fortalezas eran vitales para mantener el equilibrio estratégico entre los ricoshombres y magnates y la Corona. Tras el Acuerdo de Baeza de 1320 se inauguró un período de relativa tranquilidad entre el reino de Granada y el reino de Castilla y León, que se vio alterado cuando expiró la tregua acordada en Baeza. Por su parte, don Juan Manuel, que actuaba como tutor del rey con potestad en los asuntos murcianos, pactó su propia tregua con el reino de Granada, y su suegro, Jaime II de Aragón, actuó de igual modo.
La muerte de los infantes Juan y Pedro supuso el ascenso al poder absoluto en la Corte castellano-leonesa del infante Felipe de Castilla, hijo de la reina María de Molina, de don Juan Manuel y de Juan el Tuerto, hijo del infante Juan. En vista de la situación la reina María de Molina decidió apelar a la Santa Sede y solicitar la intervención del Papa Juan XXII, quien envió una delegación presidida por el Cardenal de Santa Sabina, Nicolás Caignet de Fréauville, que consiguió restablecer el orden momentáneamente entre las distintas facciones rivales. En 1320 se acordó en Talavera de la Reina que la tutoría del rey Alfonso XI sería ejercida por su abuela paterna la reina María de Molina, por el infante Felipe de Castilla, hijo de María de Molina, y por don Juan Manuel. La tutoría compartida del rey fomentó el desorden en el reino de Castilla y de León, lo cual benefició a los magnates para poder actuar con plena libertad en sus propios territorios. Además, don Juan Manuel y el infante Felipe no respetaban los acuerdos firmados por cada uno de ellos y se atacaban mutuamente, apoyados por sus respectivos partidarios.

## Testamento y defunción (1321)
En el año 1321 la reina María de Molina enfermó de gravedad y dispuso su alojamiento en el desaparecido convento de San Francisco de Valladolid, ya que el Palacio Real de Valladolid se encontraba en obras. Su nieto Alfonso XI contaba con diez años de edad, y la reina convocó a los caballeros del concejo de Valladolid y les encomendó a su nieto a fin de que velasen por él, lo cuidasen y protegiesen. Asimismo, la reina les encomendó a su nieta Leonor de Castilla, hermana de Alfonso XI y futura esposa de Alfonso IV de Aragón.

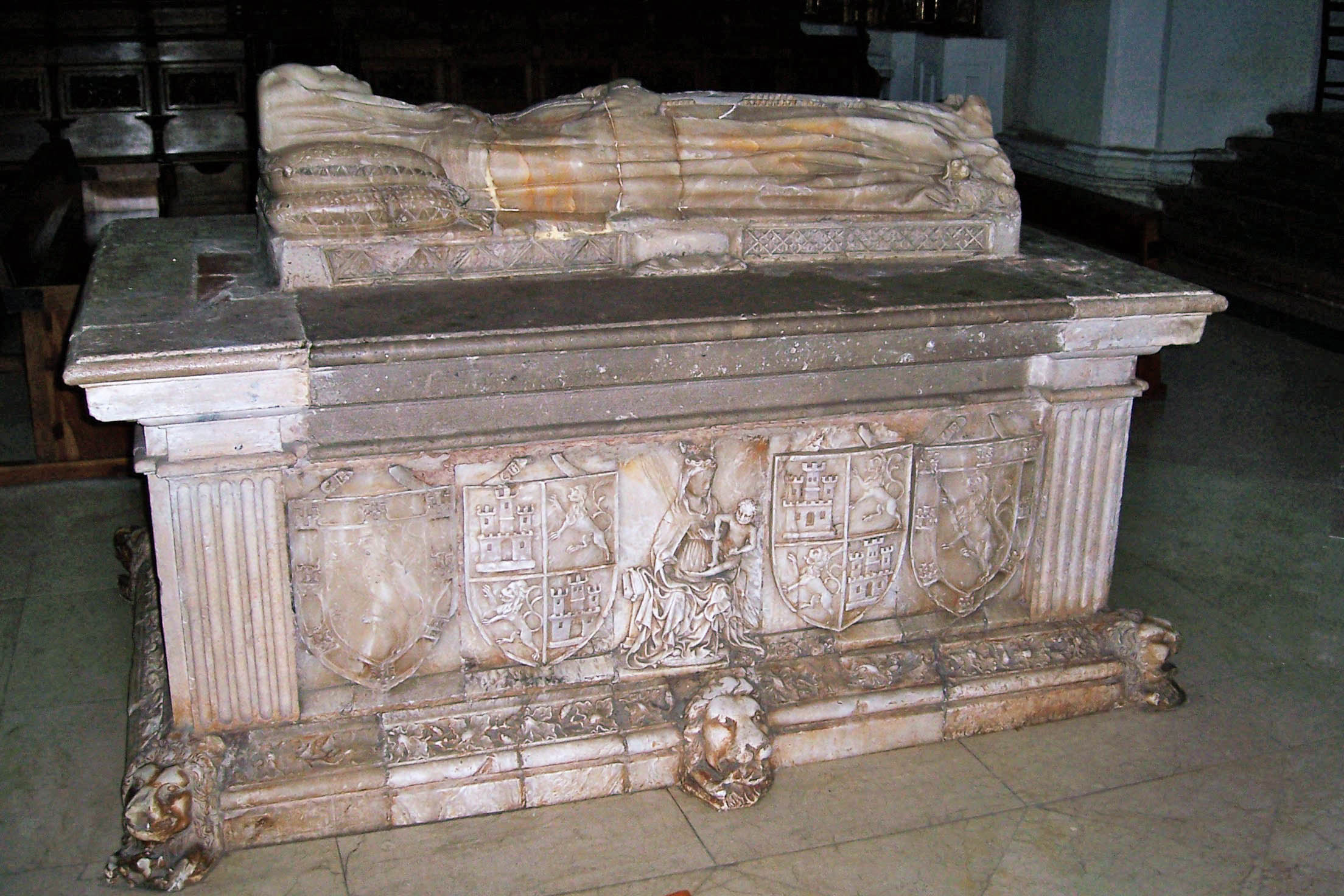
Sepulcro de María de Molina en el Monasterio de las Huelgas Reales de Valladolid.

El día 29 de junio de 1321, Pedro Sánchez, escribano de Valladolid, escribió el testamento que la reina le dictaba, en el que ordenaba ser enterrada en el monasterio de las Huelgas Reales de Valladolid, y detallaba numerosos legados piadosos. Dispuso el pago de sus deudas y distribuyó numerosas rentas, legados y propiedades. Entre los testigos presentes que rubricaron el testamento se hallaban Nuño Pérez de Monroy, el mayordomo Sánchez de Velasco, escribanos, vecinos de Valladolid y varios criados de la reina. Los caballeros de la villa se hicieron cargo del rey y se organizó el entierro, que presidió el cardenal legado de Santa Sabina.
María de Molina falleció el día 1 de julio, dos días después de haber otorgado su testamento. El sepulcro de la reina María de Molina se encuentra en el monasterio de las Huelgas Reales de Valladolid.

## Matrimonio y descendencia
Fruto de su matrimonio con Sancho IV de Castilla nacieron siete hijos:
- Isabel de Castilla (1283-1328). Fue prometida en matrimonio a Jaime II de Aragón, quien la hizo regresar a Castilla. Posteriormente contrajo matrimonio con Juan III de Bretaña, duque de Bretaña y bisnieto de Enrique III de Inglaterra.
- Fernando IV de Castilla (1285-1312), heredó el trono tras la defunción de su padre, Sancho IV y contrajo matrimonio con Constanza de Portugal.
- Alfonso de Castilla (1286-1291). Falleció a los cinco años de edad y fue sepultado en el convento de San Pablo de Valladolid.
- Enrique de Castilla (1288-1299). Falleció a los once años de edad.
- Pedro de Castilla (1290-1319). Señor de los Cameros, fue tutor de su sobrino, Alfonso XI durante su minoría de edad.
- Felipe de Castilla (1292-1327). Señor de Cabrera y Ribera y pertiguero mayor de Santiago, fue tutor de su sobrino, Alfonso XI desde 1319 hasta 1325, año en que el rey alcanzó la mayoría de edad.
- Beatriz de Castilla (1293-1359). Reina consorte de Portugal entre 1325 y 1357, por su matrimonio con Alfonso IV de Portugal.

## Personaje literario
María de Molina fue desde muy pronto fuente de inspiración para dramas históricos y novelas históricas. Tirso de Molina centró en ella una de sus obras maestras, La prudencia en la mujer; por otra parte, el poeta del Romanticismo Mariano Roca de Togores, marqués de Molíns, compuso sobre ella también una de las obras de repertorio del teatro del siglo XIX, Doña María de Molina. Así mismo, Almudena de Arteaga, la cual escribió María de Molina. Tres coronas medievales, obra con la cual ganó el premio de novela histórica “Alfonso X el Sabio” del año 2004.

## Homenajes
Desde 1950 existe una calle en Valladolid bautizada como Calle de María de Molina. 

| Predecesor: Violante de Aragón | Reina consorte de Castilla 1284 - 1295 | Sucesor: Constanza de Portugal |